# Zwergenhöhle (Lindlar)

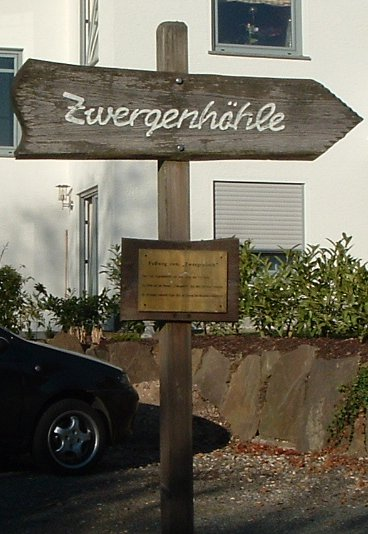
Hinweisschild zur Zwergenhöhle in Lindlar

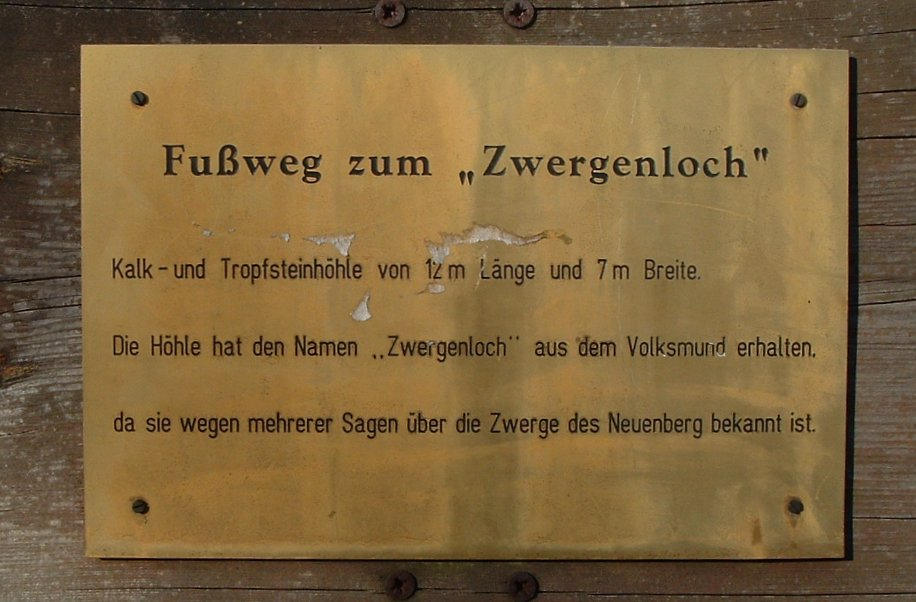
Schild mit Erklärung der Zwergenhöhle

Die Zwergenhöhle (auch Zwergenloch) liegt auf dem Neuenberg im Lindlarer Ortsteil Scheel im Oberbergischen Land, Nordrhein-Westfalen.
Die Kalksteinhöhle liegt unweit der Burgruine Neuenburg und der Ruine Eibach. Heute besteht sie nur noch aus einem Höhleneingang am Neuenberg. Ein Wanderweg führt dorthin. Sie ist eine etwa zwei Meter hohe, fünf Meter breite und sieben Meter lange Erdöffnung, die schräg in den Berg hineinführt. In der Höhle wurden Reste von prähistorischen Gefäßen gefunden. Im Jahr 1996 wurden die „Außenanlagen“ der Zwergenhöhle vom Bürgerverein Scheel neu gestaltet.
Der Name beruht auf einer Sage, nach der früher Zwerge in dieser Höhle wohnten. Nach einer großen Enttäuschung über einen „menschlichen“ Nachbarn sollen die Zwerge die Höhle verlassen haben und kehrten nie wieder zurück.